# Beatmania
Beatmania (ビートマニア, Bīttomania; estilizado em caixa baixa) é uma série de jogos de simulação de DJ lançada pela Konami em 1997. Foi esse jogo, que levou a Games & Music Division ao sucesso, o que não só começou a história da desenvolvedora como ao mesmo tempo a renomeou para Bemani, nome esse usado até hoje. Algum tempo depois também teve outras variações como beatmania III e beatmania IIDX.

## Jogabilidade

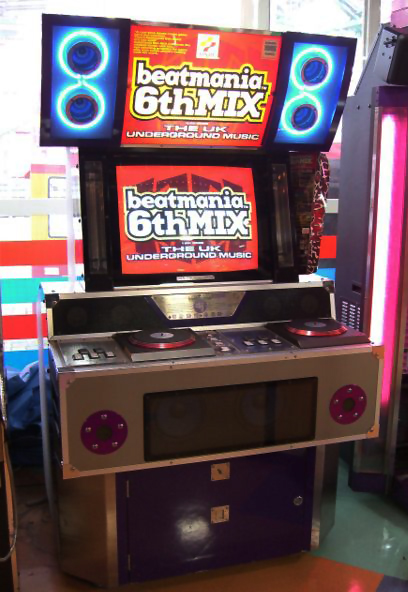
Um modelo de beatmania.

O jogador possui um controle que consiste de cinco botões e um disco giratório. Depois de selecionar uma música, aparecem duas pistas de notas fixas compostas de linhas dos respectivos botões, ambas alinhadas uma à esquerda e outra à direita. no meio, há uma tela mostrando a animação da canção escolhida, a qual costuma sempre seguir a mesma.
Dentro das duas pistas, uma série de notas em forma de listras (-), caem da parte de cima da tela até a uma linha vermelha em baixo, aonde sempre que uma nota chega no marcador, o jogador deve pressionar a tecla correspondente (as teclas brancas para as notas brancas e as teclas pretas para as notas azuis), e quando aparece uma nota na linha do disco (as notas dele são vermelhas), o jogador deve girá-lo para um lado. Se várias notas seguidas aparecerem, deve-se girar de um lado para o outro. Executando as notas de maneira adequada, fará que o "GROOVE GAUGE" na parte inferior da tela aumente gradualmente.
Depois de terminar uma música, aparece a tela de resultados, onde se mostra a pontuação total, os níveis de desempenho classificados em P-Greats (Greats Perfeitos, Just Greats ou Greats resplandecentes), Greats, Goods, Bads y Poors e dois gráficos lineares (um para cada jogador) que servem para medir a precisão de cada jogador, que é gerado a partir da barra de energia. Para passar de uma etapa ou "estágio", é necessário que a barra de energia esteja pelo menos 80% cheia (marcada em vermelho). Se o jogador não conseguir, ele falha a música e o jogo acaba.

## Variações em outros países
Houve mudanças de título em outros países, como nos Estados Unidos, aonde foi renomeado para "HipHopMania". O nome de "hiphopmania" sozinho foi usado três vezes, um na primeira entrega, enquanto os demais apareceram como "HipHopMania complete Mix" e" HipHopMania complete Mix 2". Enquanto na Coreia do sul, o nome foi alterado para "beatstage", o qual chegou a aparecer como: "Beatstage", "beatstage 3rdMIX", "beatstage CompleteMIX", "beatstage 4thMIX ~the beat goes on~" e "beatstage 5thMIX ~Time to get down~".